# كورت ليندر
كورت ليندر (بالألمانية: Kurt Linder)‏ (8 أكتوبر 1933 في كارلسروه) لاعب ومدرب كرة قدم ألماني معتزل كان يجيد اللعب في مركز المهاجم. اشتهر باللعب في أندية رابيد فيينا النمساوي، روت فيس إيسين الألماني، وليون الفرنسي.
بعدما اعتزل لعب كرة القدم نهائيا قرر الاتجاه إلى مهنة التدريب حيث أشهر الأندية التي قام بتدريبها لوزان، يونغ بويز (سويسرا) بي إس في آيندهوفن، أياكس أمستردام (هولندا) ومرسيليا (فرنسا).

## روابط خارجية
- كورت ليندر على موقع قاعدة بيانات كرة القدم.إي يو (الإنجليزية)
- كورت ليندر على موقع عالم كرة القدم.نت (الإنجليزية)